# Ceratinopsis yola
Ceratinopsis yola là một loài nhện trong họ Linyphiidae.
Loài này thuộc chi Ceratinopsis. Ceratinopsis yola được Ralph Vary Chamberlin & Wilton Ivie miêu tả năm 1939.